# Bugha
Kyle Giersdorf, (Pensilvania, 30 de diciembre de 2002) más conocido como Bugha, es un streamer y jugador de deportes electrónicos estadounidense conocido por jugar Fortnite. Su fama mundial vino tras ganar la Fortnite World Cup de 2019.

## primeros años
Nació el 30 de diciembre de 2002. Su apodo proviene de la forma en la que lo llamaba su abuelo cuando era pequeño. Kyle jugaba baloncesto con sus amigos en su tiempo libre. Comenzó a jugar a Fortnite cuando su padre le enseñó el modo de juego Salvar el mundo.

## Carrera profesional
Después de jugar en el equipo No Clout, Giersdorf firmó en marzo de 2019 con Sentinels, una organización de eSports donde sería miembro del equipo de Fortnite. Giersdorf se clasificó al Mundial de Fortnite 2019 que tuvo lugar entre el 26 y el 28 de julio de 2019. Compitió en solitario y obtuvo la 28.a posición. Tuvo la posibilidad de jugar 6 partidas contra 99 otros jugadores quién también habían clasificado. Al final, quedó en el primer puesto con 59 puntos, casi duplicando la puntuación del segundo con 33 puntos. Ganó $3 000 000 de dólares en premio.

### Pirateado
Las cuentas de Twitter y Twitch de Giersdorf fueron pirateadas horas después de ganar el Mundial de Fortnite 2019. En Twitch, un usuario hizo un directo en su canal, utilizando un modulador de voz, y autopromocionó su cuenta de Twitter para conseguir seguidores. También fueron donadas 100 suscripciones aleatorios streamers. Su Twitter, también pirateado, fue usado para publicar tuits vulgares y retuitear a un usuario en específico.

## Filmografía
| Año  | Título                                   | Papel     | Ref.          |
| ---- | ---------------------------------------- | --------- | ------------- |
| 2019 | Bugha - Historias del Autobús de Batalla | Principal | [ 17 ] [ 18 ] |

## Premios y nominaciones
| Año  | Premios                       | Resultado | Ref.          |
| ---- | ----------------------------- | --------- | ------------- |
| 2019 | Fortnite World Cup            | Ganador   | [ 19 ] [ 3 ]  |
| 2019 | The Game Awards               | Ganador   | [ 20 ] [ 21 ] |
| 2020 | Best un Gaming (Shorty Award) | Nominado  | [ 22 ] [ 23 ] |

## Mejores puestos en torneos destacados de Fortnite
Mejores puestos de Bugha.
- 1.º sitio en la Fortnite World Cup 2019[1]
- 1.º sitio en la Fortnite Champion Series Chapter 3, Season 1
- 1.º sitio en la Fortnite Champion Series Grand Royale 2021
- 1.º sitio en la Fortnite Champion Series Chapter 2, Season 8
- 1.º en las clasificatorias de la semana 1 de la Solo World Cup.
- 2.º Sitio en la DreamHack Online Open Finals de septiembre de 2020[24]
- 3.º Sitio en la FNCS Trios Grand Finals Chapter 2, Season 4.
- 4.º Sitio en la DreamHack Online Open Finals de agosto de 2020
- 4.º Sitio en la FNCS Solos Grand Finals Chapter 2, Season 3.
- 5.º Sitio en la FNCS Tríos Grand Finals Chapter 2, Season 5.
- 5.º Sitio en la FNCS Duos Grand Finals Chapter 2, Season 2.